# Instituto Mais Liberdade
O Instituto Mais Liberdade, ou +Liberdade, é um laboratório de ideias português que promove o liberalismo político, social e económico. Foi fundado em fevereiro de 2020 por Carlos Guimarães Pinto, Adolfo Mesquita Nunes, e Carlos Moreira da Silva, administrador no grupo Sonae. Entre os membros do Conselho de Curadores estão o jornalista João Miguel Tavares, o empresário Alexandre Relvas, a vice-presidente do CDS-PP Cecília Meireles e Fernando Alexandre, Secretário de Estado Adjunto no governo de Passos Coelho.

## Objectivos e Princípios Fundadores
+Liberdade tem um cariz liberal, defendendo uma sociedade livre baseada na liberdade individual, na liberdade política e na economia de mercado. Para o +Liberdade esses princípios são materializados na defesa do livre comércio, na competitividade fiscal, escrutínio e transparência dos poderes públicos, combate à corrupção, mobilidade social e liberdade de escolha.
Nos princípios fundadores da organização/instituto está a promoção do debate, não havendo por isso uma visão ou doutrina únicas. O objectivo dessa discussão é promover o conhecimento e reduzir a iliteracia financeira e económica, disponibilizando, para os seus associados e público em geral, estudos relativos a políticas públicas, aos seus efeitos e consequências.
Apesar de alguns dos seus membros fundadores terem ligações partidárias, o Instituto +Liberdade não tem ligação aos partidos políticos e o seu financiamento depende de quotas dos seus membros e doações de empresas e particulares.

## Fundadores e associados
Esta associação foi fundada por várias personalidades ligadas ao meio político, académico e empresarial português. Entre eles, Carlos Guimarães Pinto, Adolfo Mesquita Nunes, André Pinção Lucas, Lídia Pereira, Pedro Santa-Clara, Ana Rita Bessa, Ricardo Arroja, Carlos Moreira da Silva.
O instituto alcançou rapidamente mais de 4.000 membros, a 31 de janeiro de 2020, cerca de duas semanas antes do seu lançamento oficial a 12 de fevereiro desse ano. Entretanto, cresceu para mais de 6.000 membros a 28 de Setembro de 2021.

## Organização e Direcção
Carlos Guimarães Pinto foi o primeiro Diretor Executivo do Instituto +Liberdade, tendo renunciado ao cargo em dezembro de 2021 para poder integrar uma lista partidárias às eleições legislativas de 2022.  Para o seu lugar, foi nomeado André Pinção Lucas (à data Diretor de Informação e Análise) como Diretor Executivo Interino.

## Financiamento
Os principais financiadores do laboratório de ideias são o empresário e maior acionista do Observador Luís Amaral (41,9% do orçamento) e Carlos Moreira da Silva (29%).

## Publicações
No âmbito da promoção da literacia financeira, o +Liberdade criou o +Factos, divulgando várias análises e infografias sobre temas relevantes para a sociedade, economia e política. Paralelamente tem também disponível uma Biblioteca Online +Liberdade com mais de 600 títulos gratuitos, no âmbito do pensamento liberal.

## Parcerias
Além das parcerias nacionais, o Instituto +Liberdade é parceiro de várias organizações internacionais, nomeadamente outros laboratórios de ideias, como o Fraser Institute, Institute of Economic Affairs, Cato Institute, Foundation for Economic Education, Atlas Network, Students for Liberty, Hoover Institution e Tax Foundation Além destes, o +Liberdade tem ainda parcerias com alguns meios da imprensa nacional, como o ECO e regional, contribuindo semanalmente com um artigo semanal publicado nesses órgãos.

## Principais eventos
Entre os principais eventos do instituto está a criação de uma Pós-graduação em Pensamento Liberal em parceria com a Universidade Lusófona do Porto.
Em 2020, o +Liberdade trouxe para Portugal, pela primeira vez, a exposição “Memória – Totalitarismo na Europa”, em parceira com a plataforma European Memory and Conscience Esta exposição já esteve vários países europeus, e tem como intuito educar e informar as novas gerações sobre o trágico passado totalitário da Europa e sobre a importância de defender os direitos humanos fundamentais, as liberdades e garantias individuais, bem como os valores democráticos na sociedade. Retrata os principais regimes opressivos e sangrentos da Europa durante o século XX, incluindo nazismo, fascismo e comunismo, através de painéis informativos e visuais.
O instituto realizou em inícios de Janeiro de 2022, uma campanha de promoção do voto nas eleições legislativas, a realizar a 30 de Janeiro de 2022